# باجرام بيجاج
باجرام بيجاج (مواليد 20 مارس 1967) هو سياسي ألباني وقائد عسكري سابق يتولى منصب رئيس ألبانيا في 24 يوليو 2022.